# Bon Courage
Bon Courage (wörtlich: „Viel Erfolg!“) ist ein französischer Sprachkurs in Form einer mehrteiligen Fernsehserie, der vom BR Fernsehen produziert wurde und im Rahmen des 1. bis 3. Trimesters des Telekollegs auf ARD alpha läuft. Die Erstausstrahlung war am 21. September 1991.
Die 39-teilige Serie in drei Staffeln zu je 13 Folgen à 30 Minuten (insgesamt 19 ½ Stunden) richtet sich an erwachsene Anfänger ohne Vorkenntnisse und wird von Anouk Charlier präsentiert. Die französischen Schauspieler Diane Stolojan (ab Folge 27 Diane Du Mont), Alain Leverrier, Henri Allan-Veillet und Gilles Marchais treten in Spielszenen auf, die Alltagssituationen auf humorvolle Art wiedergeben. In jeder Folge wird außerdem vor und nach dem eigentlichen Sprachkurs ein französischer Ort vorgestellt, auf den die jeweilige Spielszene manches Mal Bezug nimmt. Anouk Charlier spricht die Übungen und kommentiert die Filme zur französischen Kultur und Geschichte auf Deutsch. Bei der Kennmelodie handelt es sich um den Faust-Walzer aus der Oper Margarethe von Charles Gounod.

## Folgen
| Folge | Trimester | Titel                  | Ort                     |
| ----- | --------- | ---------------------- | ----------------------- |
| 1     | 1         | Le comédien            | Straßburg               |
| 2     | 1         | C'est complet          | Besançon                |
| 3     | 1         | La voisine             | Dijon                   |
| 4     | 1         | Les croissants         | Mâconnais               |
| 5     | 1         | Le spécialiste         | Grenoble                |
| 6     | 1         | L'exposition Dala      | Saint-Paul-de-Vence     |
| 7     | 1         | En panne               | Aix-en-Provence         |
| 8     | 1         | Studio à louer         | Arles                   |
| 9     | 1         | Au marché              | Montpellier             |
| 10    | 1         | Au restaurant          | Collioure               |
| 11    | 1         | Le brocanteur          | Albi                    |
| 12    | 1         | A l'hôtel              | Toulouse                |
| 13    | 1         | A la montagne          | Pau                     |
| 14    | 2         | Le clown               | Saint-Jean-Pied-de-Port |
| 15    | 2         | La journaliste         | Biarritz                |
| 16    | 2         | Le malade imaginaire   | Dax                     |
| 17    | 2         | La vinothèque          | Pauillac                |
| 18    | 2         | Le célibataire         | Bordeaux                |
| 19    | 2         | Les élections          | Périgueux               |
| 20    | 2         | Les espions            | Sarlat                  |
| 21    | 2         | Quelle surprise        | Salers                  |
| 22    | 2         | En grève               | Limoges                 |
| 23    | 2         | A la mairie            | Saintes                 |
| 24    | 2         | Les huîtres            | La Rochelle             |
| 25    | 2         | Au tribunal            | Poitiers                |
| 26    | 2         | Un jeu                 | Bourges                 |
| 27    | 3         | Pour ma mère           | Blois                   |
| 28    | 3         | L'Avare                | Tours                   |
| 29    | 3         | Le costume             | Nantes                  |
| 30    | 3         | Oscar et Julie         | Rennes                  |
| 31    | 3         | Il faut tout changer   | Perros-Guirec           |
| 32    | 3         | L'inventeur            | Bayeux                  |
| 33    | 3         | La vente aux enchères  | Honfleur                |
| 34    | 3         | Le traducteur          | Rouen                   |
| 35    | 3         | Un rendez-vous         | Amiens                  |
| 36    | 3         | Les enquêtes de Magret | Paris                   |
| 37    | 3         | La visite officielle   | Seine                   |
| 38    | 3         | La lecture             | Chartres                |
| 39    | 3         | Merci!                 | Reims                   |

## Sprachkassetten
- Bon courage, Audiocassette zum Begleitbuch 1, ISBN 3-8058-2430-0
- Bon courage, Audiocassette zum Begleitbuch 2
- Bon courage, Audiocassette zum Begleitbuch 3, ISBN 3-8058-2585-4
- Bon courage, Audiocassette zum Arbeitsbuch 1,
- Bon courage, Audiocassette zum Arbeitsbuch 2, ISBN 3-8058-2476-9
- Bon courage, Audiocassette zum Arbeitsbuch 3, ISBN 3-8058-2586-2[4]

## DVD
Bon Courage, 39 Folgen, BR-Mitschnittservice

## Fortsetzung
Der Französischkurs wird im 4. Trimester des Telekollegs mit der 1. Staffel von C’est ça, la vie weitergeführt.